# Tricyrtis stolonifera
Tricyrtis stolonifera (трициртіс повзучий, трициртіс столононосний) — вид рослини родини лілієвих.

## Назва
В англійській мові має назву «жаб'яча лілія» (англ. toad lily). Видова назва stolonifera перекладається, як «несучий столони».

## Будова
Багаторічна рослина, що розростається за допомогою вусиків-столонів. Має поцятковані фіолетовим листя на волохатих пагонах, що ростуть у вигляді зигзагу. У кінці літа цвіте білими чи світло фіолетовими зіркоподібними квітами, що поцятковані фіолетовим.

## Галерея

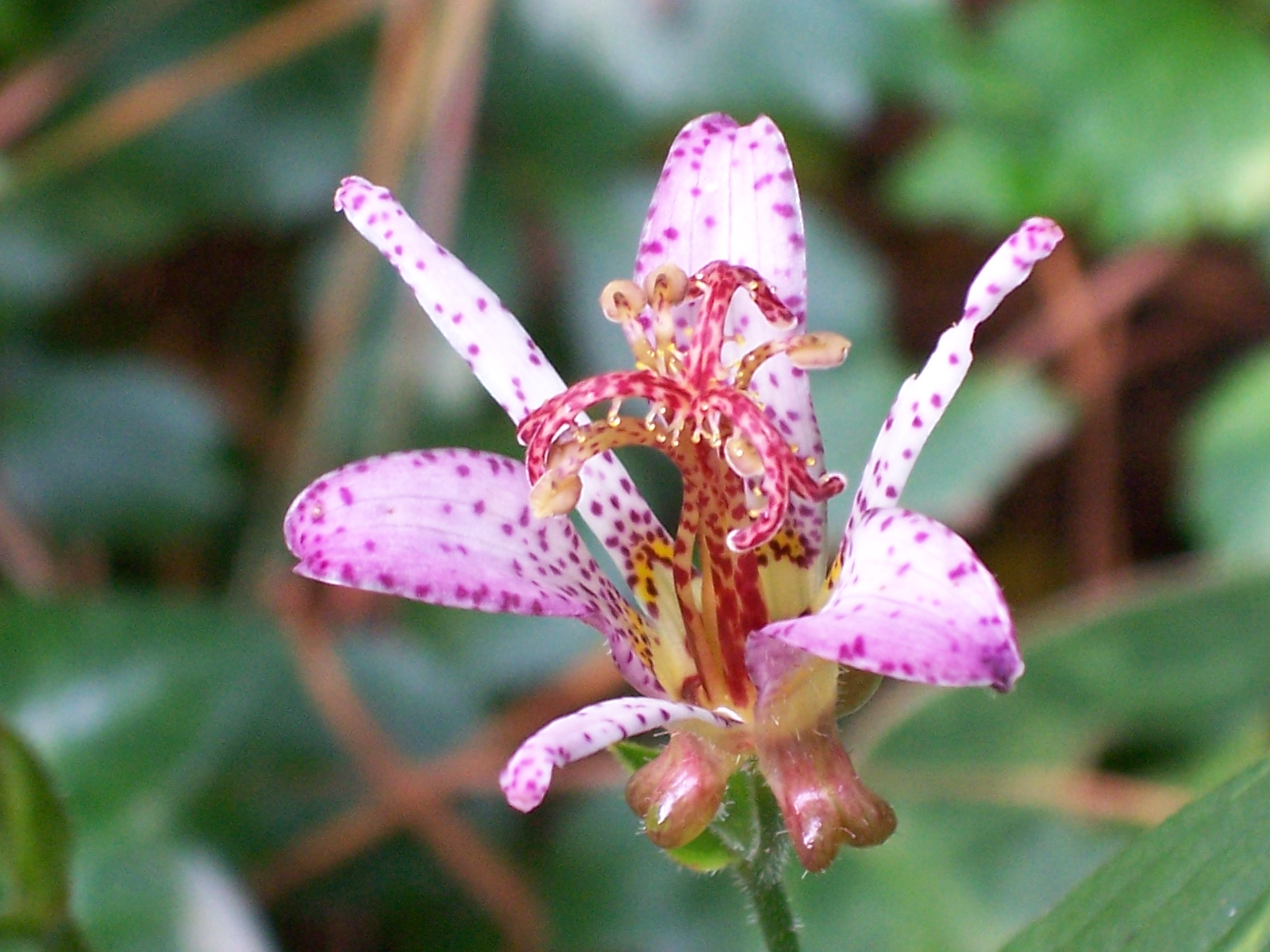

## Поширення та середовище існування
Зростає у вологих лісах Тайваню.

## Практичне використання
Вирощується як декоративна рослина.